# Léonide Massine
Léonide Massine (en russe, Leonid Fiodorovitch Miassine) est un danseur et chorégraphe russe naturalisé américain[réf. nécessaire], né le 9 août 1896 à Moscou et mort  le 15 mars 1979 à Weseke bei Borken en Westphalie.

## Biographie

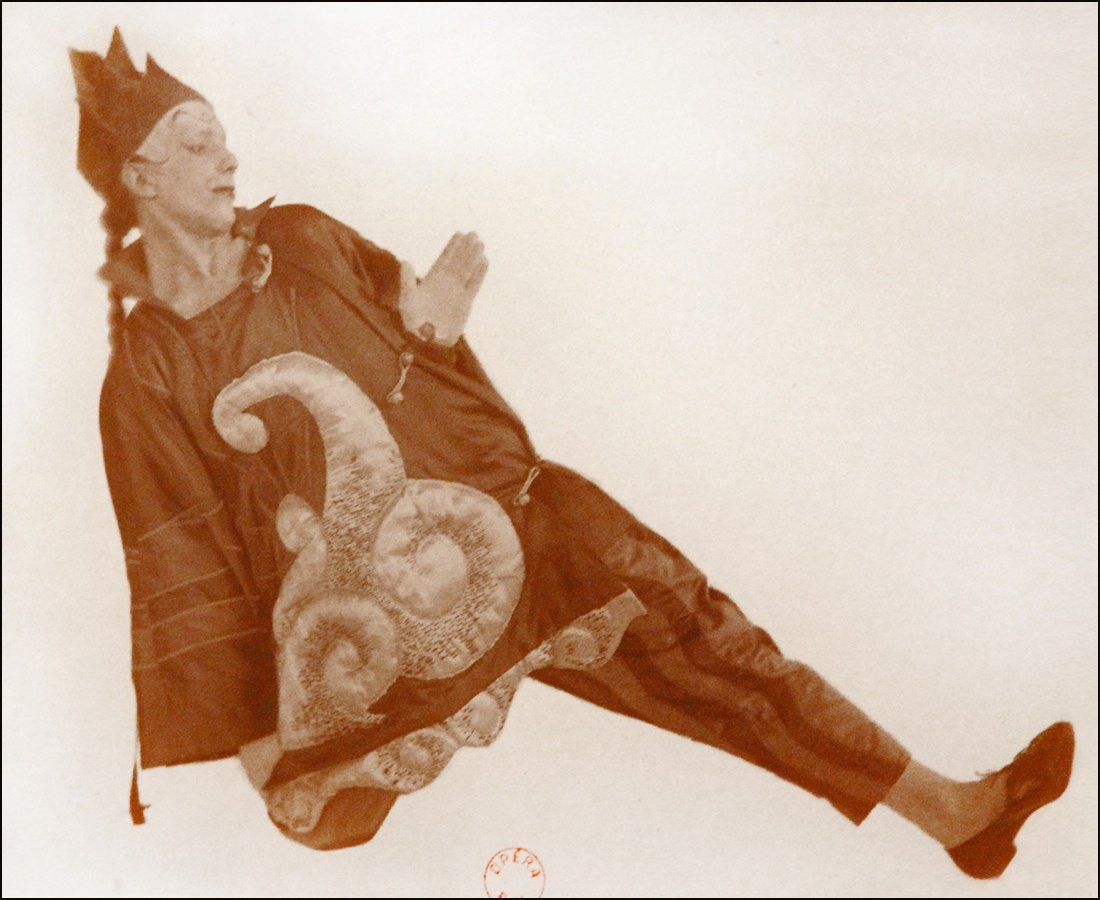
Léonide Massine dans le rôle du Prestidigitateur chinois de Parade, musique d'Erik Satie, créé au théâtre du Châtelet en 1917.

Il a étudié la danse dès l'âge de huit ans à l'École impériale du Bolchoï de Moscou.
De 1915 à 1921, il fut le principal chorégraphe des Ballets russes de Serge de Diaghilev. Après le départ de Vaslav Nijinski, la grande étoile masculine de la compagnie, ce fut Massine qui dansa ses rôles.
Il crée la chorégraphie de Parade sur une musique d'Erik Satie en 1917. À cette occasion, Pablo Picasso peint un Arlequin en l'utilisant comme modèle. Il fit la première chorégraphie du Chant du Rossignol de Stravinsky dans des décors de Matisse, donnée à l'Opéra Garnier de Paris le 2 février 1920. Diaghilev lui demanda une nouvelle version chorégraphique du Sacre du Printemps qui fut donnée pour la première fois au Théâtre des Champs-Élysées le 15 décembre 1920 avec un grand succès ; l'action à prétention historique et archéologique avait été abandonnée, mais on garda le rideau de fond de scène de Nicolas Roerich conçu dans la première version de 1913 pour la deuxième partie.
À la mort de Diaghilev et celle des Ballets russes, Massine s'attacha à revitaliser le monde du ballet ; il s'implique ainsi  au sein des Ballets russes de Monte-Carlo à partir de 1933.
Massine chorégraphie le Cappricio de Stavinsky pour piano et orchestre, à 'l'intention de la Scala de Milan qui la créa en 1947, avec un décor de Nicolas Benois.
À l'Opéra de Paris, il chorégraphie la Symphonie fantastique  en 1957 avec Claude Bessy comme interprète.
Léonide Massine apparaît dans deux des films de Michael Powell et Emeric Pressburger : Les Chaussons rouges (1948) et Les Contes d'Hoffmann (1951), ainsi que dans le film de Michael Powell Lune de miel (1959).

## Théâtre
- 1933 (13 avril) : Les Présages, ballet, composé sur la Symphonie no 5 de Tchaïkovski, œuvre commune de Léonide Massine et du peintre  André Masson, Monte-Carlo
- 1953 : Les Dryades, ballet, musique de Frédéric Chopin, chorégraphie de Léonide Massine, costumes de Dimitri Bouchène, Opéra de Rome.
- 1958 : Tessa, la nymphe au cœur fidèle de Jean Giraudoux d'après Basil Dean et Margaret Kennedy, mise en scène Jean-Pierre Grenier, théâtre Marigny

## Cinéma
- 1932 : Le Danube bleu (The Blue Danube) de Herbert Wilcox